# Santitorn Lattirom
Santitorn Lattirom (thailändisch สันติธร สัทธิรมย์, * 23. Juni 1990 in Bangkok) ist ein thailändischer Fußballspieler.

## Karriere
Santitorn Lattirom spielte bis Mitte 2013 bei Police United. Der Club aus der Hauptstadt Bangkok spielte in der ersten Liga des Landes, der Thai Premier League. Zur Rückserie 2013 wechselte er zum Ligakonkurrenten Samut Songkhram FC nach Samut Songkhram. Hier absolvierte er zwei Erstligaspiele. Wo er von 2014 bis 2016 gespielt hat, ist unbekannt. 2017 spielte er die Hinrunde beim Erstligisten Thai Honda Ladkrabang. Die Rückserie wurde er vom Ligakonkurrenten Pattaya United aus Pattaya unter Vertrag genommen. Für den Club von der Ostküste spielte er zweimal in der ersten Liga und schoss dabei ein Tor. 2018 unterschrieb er einen Einjahresvertrag beim Zweitligisten Nongbua Pitchaya FC in Nong Bua Lamphu. 2019 nahm ihn der Erstligist Suphanburi FC aus Suphanburi unter Vertrag. Nach der Hinserie ging er wieder zu seinem ehemaligen Verein Nongbua Pitchaya. Nach insgesamt 26 Spielen in der  Thai League 2 wechselte er Anfang 2021 zum Erstligisten Police Tero FC nach Bangkok. Nach 13 Erstligaspielen für Police Tero wechselte er im Mai 2021 zum Erstligaaufsteiger Khon Kaen United FC. Für den Verein aus Khon Kaen absolvierte er insgesamt 25 Ligaspiele. Ende Juni 2022 wechselte er nach Bangkok zum Zweitligisten Raj-Pracha FC. Am Ende der Saison musste er mit dem Hauptstadtverein in die dritte Liga absteigen. Nach dem Abstieg wechselte er im Juli 2023 zum Zweitligaaufsteiger Pattaya United FC. Nach einer Spielzeit, in der er 30 Ligaspiele bestritt, wechselte er im August 2024 nach Samut Prakan zum Zweitligaabsteiger TOKO Customs United FC. Mit dem Drittligisten spielte er neunmal in der Eastern Region der Liga. Im Januar 2025 wechselte er wieder in die zweite Liga. Hier schloss er sich in Chanthaburi dem Chanthaburi FC an.